# هجوم حلب (يوليو 2015)
كان هجوم حلب (يوليو 2015) عملية عسكرية شنها تحالفين للثوار ضد الجيش السوري، خلال الحرب الأهلية السورية، في مدينة حلب. وكان هدف العملية اختراق دفاعات الجيش ودخول، واحتمالاً السيطرة، على النصف الغربي من المدينة الذي تسيطر عليه الحكومة.

## الهجوم
في 2 يوليو، شن تحالفين للثوار هما، فتح حلب وأنصار الشريعة، الأخير الذي يشمل جبهة النصرة المرتبطة بالقاعدة، مع تركز القتال على خط المواجهة بجمعية الزهراء. بحلول اليوم التالي، استولى الثوار على بعض المباني في جمعية الزهراء، ولكن هذا التقدم لم تكن له أي أهمية إستراتيجية وجاء على حساب خسائر ثقيلة، بمقتل 35 من الثوار وسط الضربات الجوية الكثيفة. وصف الهجوم إلى حد كبير بأنه غير فعال وفشل في تحقيق هدفه. لقي ما لا يقل عن 18 جندياً مصرعهم في القتال. في المساء، تمكنت القوات الحكومية من استعادة السيطرة على المناطق التي فقدتها.
في 4 يوليو، استطاعت فتح حلب الاستيلاء على مركز البحوث العلمية في ضواحي حلب الغربية، وبالتالي تجاوز التحصين الأول الكبير للحكومة، وإمكانية تهديد المناطق الواقعة تحت سيطرة الحكومة في حلب. لاحقاً، خلال اليوم، شن مقاتلو الحكومة هجوم مضاد ضد مركز البحوث العلمية، وتمكنوا من الدخول إلى التخوم الشرقية للمركز لكنهم اضطروا إلى التراجع خارج أسوار المجمع بعد قصف عنيف. قتل 12 آخرين من الثوار و12 جندي في الاشتباكات. اعتباراً من 5 يوليو، كان الهجوم على جمعية الزهراء قد فشل إلى حد كبير، بينما كان الجيش لا يزال يحاول استرداد المركز.
في مساء يوم 6 يوليو، استهدت انتحاري مواقع حكومية في جمعية الزهراء، مما أسفر عن مقتل 25 من مقاتلي الحكومة. القتال الذي تلى ذلك خلف وراءه 19 قتيلاً للثوار وزعم نشاطو المعارضة أن قوات الثوار استطاعت السيطرة على عدة مباني. كما واستمر القتال في المركز.
اعتباراً من 7 يوليو، تم صد هجوم الثوار على الزهراء، في حين استخدم الجيش غاز الكلورين في محاولة لاستعادة السيطرة على مركز البحوث العلمية حسبما أفيد. أفادت المجموعة المعارضة الناشطة المرصد السوري لحقوق الإنسان بعدم وقوع أي إصابات بين الثوار وذلك لأن معظهم كانوا يرتدون أقعنة واقية من الغازات.